# Les Chevaliers blancs
Les Chevaliers blancs  è un film del 2015 diretto da Joachim Lafosse.